# TuS 1882 Hochspeyer
Der Turn- und Sportverein 1882 Hochspeyer e. V. war ein deutscher Sportverein mit Sitz in der Ortsgemeinde Hochspeyer innerhalb der Verbandsgemeinde Enkenbach-Alsenborn im rheinland-pfälzischen Landkreis Kaiserslautern.

## Geschichte
Die Fußball-Mannschaft des Vereins stieg zur Saison 1949/50 in die zu dieser Zeit zweitklassige Landesliga Westpfalz auf. Mit 33:19 Punkten konnte der Verein auf dem vierten Platz die Klasse auch locker halten. Als eine von vier Mannschaften gingen die Fußballer schließlich auch noch zur Spielzeit 1952/53 in die neu eingeführte drittklassige 1. Amateurliga Südwest über. Aus dieser Spielklasse stieg der TuS am Ende der Saison 1953/54 mit 18:42 Punkten jedoch auch wieder ab.
Am 25. Mai 2018 wurde die Fusion des Vereins mit der DJK Sportverein Grün-Weiß Hochspeyer zur neuen Sportgemeinschaft 2018 Hochspeyer beschlossen.

## Persönlichkeiten
- Heinz-Dieter Kobel (* 1955), Spielertrainer in den 1990er und 2000er Jahren und vorher unter anderem Spieler bei Borussia Neunkirchen
- Klaus Scherer (* 1958), Fußballspieler in der Jugend und später beim FC Homburg
- Madita Giehl (* 1994), Fußballspielerin in der Jugend und später beim 1. FC Saarbrücken und der TSG 1899 Hoffenheim